# 朱孙诒
朱孫詒（?—?），字石樵（又字石翘），江西清江人，清朝政治人物。
朱廪贡生出身，捐纳得官刑部主事，道光二十八年（1848年）任湖南宁乡知县，不久后署理长沙县事，卸任后补任酃县知县未赴任，于道光三十年（1850年），调任署理湘乡知县。
咸豐二年（1852年）與劉蓉開辦湘勇，對抗太平軍。正式設立湘鄉團防總局。咸豐四年由左宗棠推薦陞用知府郴州直隸州。官至浙江鹽運使。光緒五年（1879年）卒。